# Xkótovo
Xkótovo (en rus: Шкотово) és un poble (un possiólok) del krai de Primórie, a l'Extrem Orient de Rússia, que el 2019 tenia 5.010 habitants.

## Història
Es fundà el 1865 com una vila a la riba del riu Xkotovka, a la badia d'Ussuri. Adquirí l'estatus de possiólok el 1931. Rebé aquest nom en honor de l'explorador rus Nikolai Xkot.